# Дрофа, Василий Григорьевич
Василий Григорьевич Дрофа (1911 или 1916, Зятькова Речка, Томская губерния — 31 мая 1974, Новокузнецк, Кемеровская область) — передовик советской железнодорожной отрасли, составитель поездов станции Новокузнецк-Сортировочный Томской железной дороги, Кемеровская область, Герой Социалистического Труда (1959).

## Биография
Родился в 1911 году в селе Зятькова Речка, Барнаульского уезда. Украинец.
С 1941 по 1968 год работал на станции Новокузнецк-Сортировочный Томской железной дороги, сначала сцепщиком вагонов, затем составителем поездов, а после дежурным по станции.
В совершенстве владел мастерством управлять процессом формирования и пропуска железнодорожных составов. Экономил по 15-20 минут на процессе сортировки, ускорял движение маршрутов с углём и металлом.
Указом Президиума Верховного Совета СССР от 1 августа 1959 года за выдающиеся производственные достижения Василию Григорьевичу Дрофе было присвоено звание Героя Социалистического Труда с вручением ордена Ленина и медали «Серп и Молот».
Избирался депутатом Кемеровского областного Совета депутатов трудящихся 8-го созыва.
Проживал в городе Новокузнецке. Умер 31 мая 1974 году.

## Награды
- золотая звезда «Серп и Молот» (01.08.1959)
- орден Ленина (01.08.1959)
- другие медали.